# Yanliu
Yanliu (kinesiska: 炎刘) är en köping i östra Kina. Den ligger i Shou härad i staden Huainan i provinsen Anhui, omkring 45 kilometer nordväst om provinshuvudstaden Hefei. Antalet invånare är 55368. Befolkningen består av 27 196 kvinnor och 28 172 män. Barn under 15 år utgör 15,0 %, vuxna 15-64 år 74 %, och äldre över 65 år 10,0 %.